# Estadio Ángel Pascual Sáez
El Estadio Ángel Pascual Sáez es un estadio de fútbol ubicado en el kilómetro 1282 de la Ruta Nacional 9 en San Andrés, Tucumán, Argentina. Es propiedad del Club Social y Deportivo San Jorge, jugando actualmente las divisiones inferiores de Atlético Tucumán, que además lo utiliza como lugar de entrenamiento.

## Historia
El Club San Jorge fue fundado el 15 de julio de 2008 y originalmente jugó en los estadios de Sportivo Guzmán, Sportivo Bella Vista, Central Norte, Atlético Tucumán y San Martín de Tucumán. En 2016 comenzó la construcción del estadio, siendo utilizado por primera vez el 23 de septiembre de 2017 en un partido del equipo local frente a Deportivo Mandiyú. Sin embargo, la inauguración oficial fue el 5 de octubre de 2017 en un encuentro contra Guaraní Antonio Franco por el Federal A.
A fines de ese año se amplió el estadio al construirse nuevas tribunas, tres cabinas de prensa, una cancha de básquet techada, una cancha de fútbol auxiliar y un sistema de riego para el estadio. En 2019, en marco de la final para el ascenso a la B Nacional en Mar del Plata, los jugadores de San Jorge realizaron una sentada en protesta por el arbitraje. Gracias a esta acción, la Afa decidió desafiliar de toda competición del Consejo Federal al club, por lo cual el recinto dejó de ser utilizado para fútbol.
En 2023 el estadio comenzó a ser utilizado por Atlético Tucumán para el entrenamiento del primer equipo y disputar los partidos de las divisiones inferiores del club. Además del estadio, el predio del club posee una cancha de basquetbol, una cancha de fútbol auxiliar y estacionamiento vehicular.